# Winchester
|  | Per a altres significats, vegeu «Winchester (desambiguació)». |

Winchester és una ciutat a l'extrem sud d'Anglaterra. És la capital administrativa del comtat de Hampshire. Té una població aproximada de 35.200 habitants. És la seu del govern local del districte. La ciutat té importants edificis històrics com la catedral, construïda al segle xii; la Gran Sala del castell; i el Winchester College, escola pública construïda l'any 1382.
La Gran Sala es va reconstruir entre els anys 1222 i 1235. És coneguda perquè a les seves parets va ser penjada la presumpta taula rodona del Rei Artur. La taula actual està datada del segle xiv, per la qual cosa no és contemporània del rei; malgrat això, continua sent un dels principals atractius per als turistes. La taula original no estava pintada. El rei Enric VIII d'Anglaterra va ordenar que es pintés l'any 1522. Els noms dels cavallers estan escrits al voltant de la taula.

## Geografia
Winchester està situada a la banda oest del parc nacional dels South Downs, a la vora del riu Itchen.
El territori està conformat per una base de creta damunt la qual hi ha una capa no gaire fonda d'argila combinada amb zones de terra fèrtil i altres d'argila esmèctica —que conté silicat d'alumini—, emprada per batanar la llana.

## Història
Prehistòria
L'àrea al voltant de Winchester ha estat habitat des de la prehistòria, com es pot comprovar per les restes de tres assentaments fortificats de l'edat del ferro situats al cim de turons: Oram's Arbour, St. Catherine's Hill i Worthy Down. Cap a l'acabament de l'edat del ferro va sorgir un altre tipus d'assentament més urbà, però no hi ha prou dades arqueològiques d'aquest. Al segle I aC. estava governat per una confederació de tribus gal·les, coneguda pel nom de "els belgues". Sembla que en aquesta època s'anomenava Wentā, un terme brità equivalent a «ciutat» o «punt de trobada».
Època romana

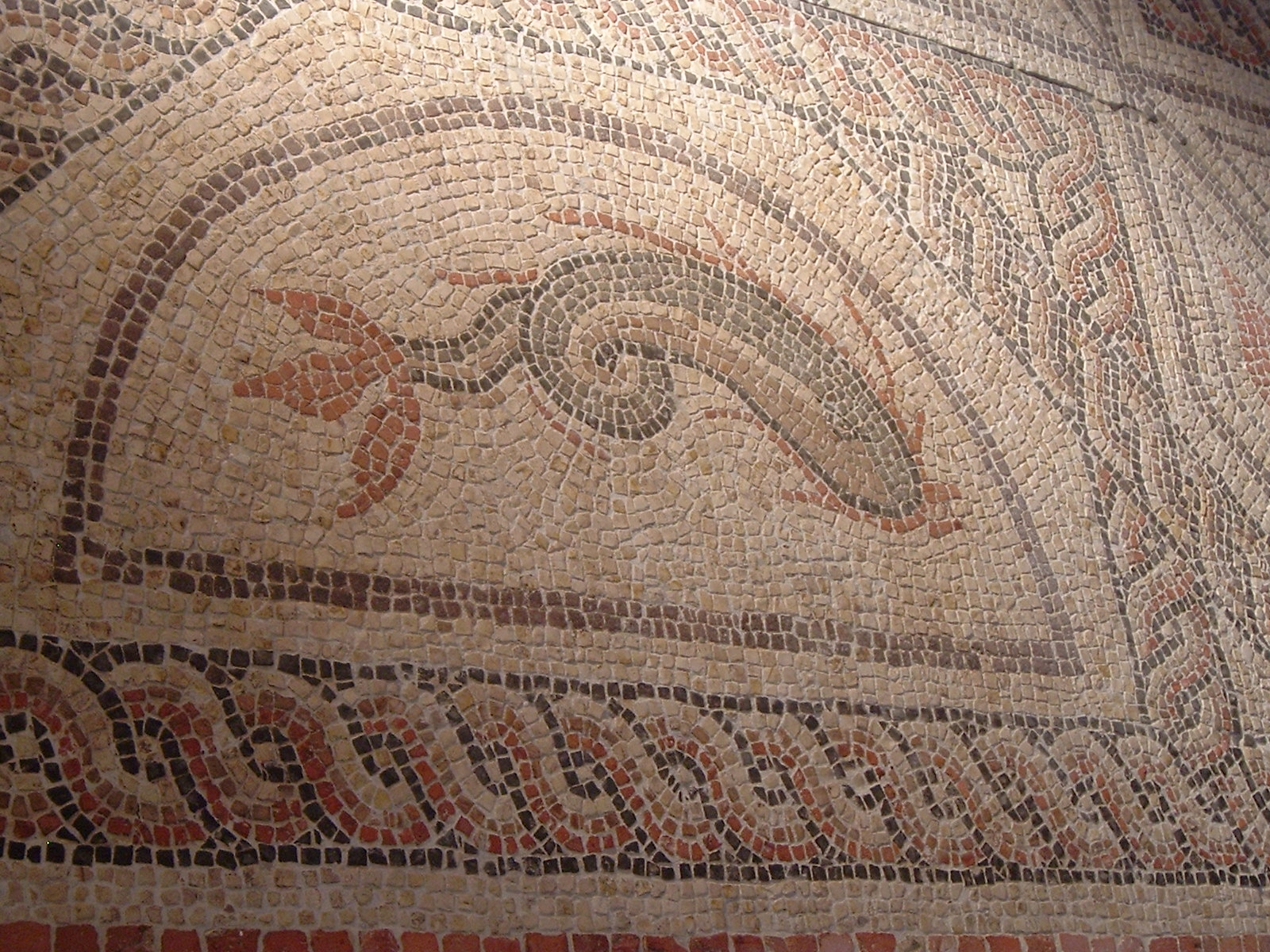
Mosaic de la Venta Belgarum.

Quan els romans van conquerir Britànnia van dividir el territori en dues capitals: una va ser Venta Belgarum (Winchester), al sud, i l'altra Calleva Atrebatum (Silchester), al nord. A mitjan segle ii aquesta ciutat va sobrepassar en importància a Silchester i Chichester. A començament del segle iii es va construir una muralla de pedra, llavors ocupava una àrea de 58 hectàrees, una de les més grans de Britànnia que, continuava creixent i aviat es van construir cases fora de la muralla. Com altres ciutats romanes, Winchester va començar a declinar al final del segle iv.
Època medieval

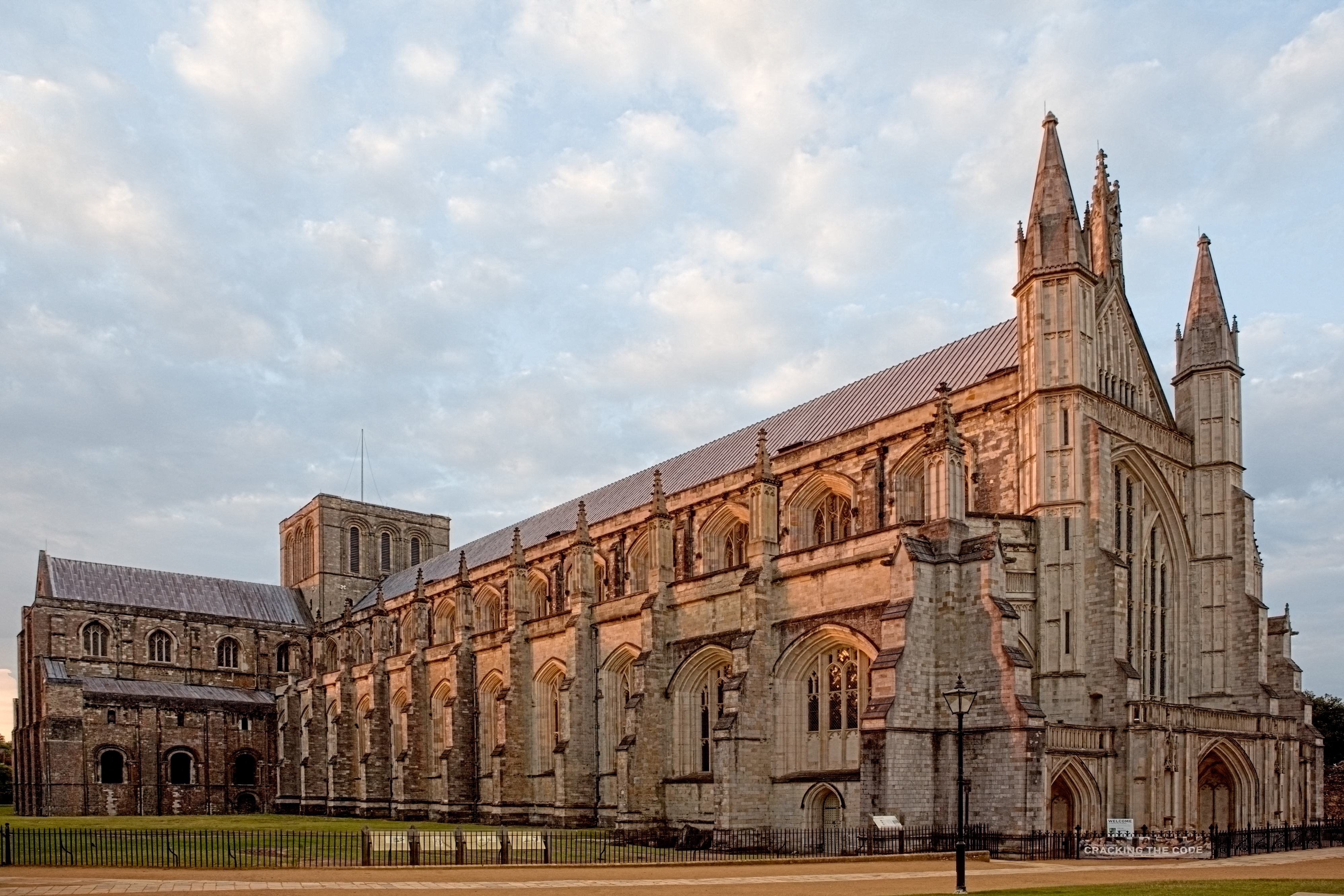
La catedral o New Minster

Després del romans els anglosaxons van ocupar la ciutat i, segons alguns autors seria la Cair Guinntguic que Nennius esmenta en la seva llista de les 28 ciutats de Britànnia en la Historia Brittonum. En l'edat mitjana el nom de la ciutat va evolucionar cap a la forma Winta-Ceaster. El 648, Cenwalh, rei de Wessex, va fer construir una església dedicada a sant Pere i sant Pau, que després s'anomenaria Old Minster. Aquesta església va ser catedral vers el 660, quan el bisbat que abans tenia la seva seu a Dorchester on Thames es va traslladar aquí. L'actual forma de la ciutat data de la darreria del segle ix, ja que Alfred el Gran va creure que una estructura més apinyada dels carrers, diferent de l'ordenació de carrers romana, ajudaria a millorar la defensa contra els atacs vikings. És en aquesta època que es va crear la primera seca.
A començaments del segle X hi havia dues noves construccions eclesiàstiques: el convent anomenat Nunnaminster fundat per Ealhswith, vídua del rei Alfred i el New Minster dedicat a la santíssima Trinitat, que va substituir l'església de sant Pere i sant Pau en les funcions de catedral. El bisbe Æthelwold de Winchester va ser una figura rellevant en la reforma monàstica anglesa: va substituir els membres seculars de la catedral i els va substituir per monjos. També va crear un sistema de clavegueram i drenatge per la ciutat anomenat Lockburn, que va estar en funcionament fins al 1875, i encara existeix. A la fi del segle X va esdevenir un centre de culte, ja que a la catedral estaven les relíquies de sant Swithun, que fou bisbe de Winchester.
Encara que els historiadors admeten que en aquesta època la cort era ambulant i no tenia un lloc fixe, Winchester era la ciutat anglosaxona més important. Durant l'anarquia d'Anglaterra, Enric, bisbe de Winchester, que era germà del rei Esteve va assetjar la ciutat (setembre del 1141) per lliurar-la dels partidaris de Matilde. Com a resultat la ciutat va ser incendiada i, encara un altre bisbe, William de Wykeham va voler més tard reconstruir la ciutat, no va recuperar la seva esplendor.
Època moderna

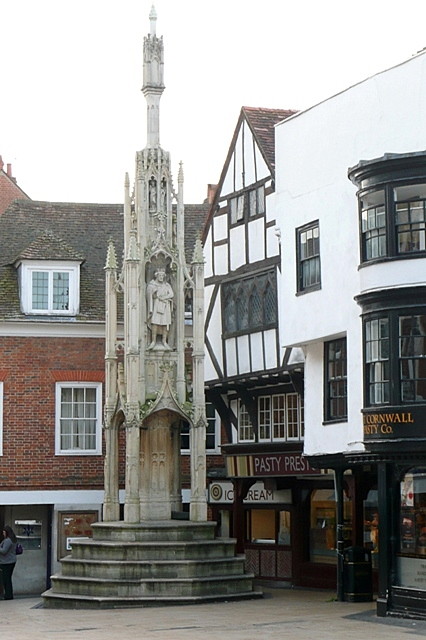
La buttercross que antigament marcava el punt de venda de productes frescs.

L'any 1770 va haver una revolta popular perquè Thomas Dummer, un terratinent i polític, va comprar l'aixopluc del centre de la ciutat (buttercross) amb intenció de traslladar-lo a la seva finca Cranbury Park. a Dummer li van tornar els diners i es va haver de conformar amb fer una rèplica que va durar seixanta anys fins que les inclemències del temps el van destruir.
Durant els segles xix i xx la ciutat es va embellir amb escultures: una de la Victòria —que ara està ara al Gran Saló—, obra d'Alfred Gilbert, una altra del rei Alfred el Gran, de l'escultor Hamo Thornycroft i una altra titulada Cavall i genet de Dame Elizabeth Frink.

## Clima
Winchester té clima oceànic i l'estació meteorològica més propera Martyr Worthy, està just als afores de la ciutat.
| Dades climàtiques a Martyr Worthy, Winchester (1981–2010) | Dades climàtiques a Martyr Worthy, Winchester (1981–2010) | Dades climàtiques a Martyr Worthy, Winchester (1981–2010) | Dades climàtiques a Martyr Worthy, Winchester (1981–2010) | Dades climàtiques a Martyr Worthy, Winchester (1981–2010) | Dades climàtiques a Martyr Worthy, Winchester (1981–2010) | Dades climàtiques a Martyr Worthy, Winchester (1981–2010) | Dades climàtiques a Martyr Worthy, Winchester (1981–2010) | Dades climàtiques a Martyr Worthy, Winchester (1981–2010) | Dades climàtiques a Martyr Worthy, Winchester (1981–2010) | Dades climàtiques a Martyr Worthy, Winchester (1981–2010) | Dades climàtiques a Martyr Worthy, Winchester (1981–2010) | Dades climàtiques a Martyr Worthy, Winchester (1981–2010) | Dades climàtiques a Martyr Worthy, Winchester (1981–2010) |
| Mes                                                       | gen                                                       | febr                                                      | març                                                      | abr                                                       | maig                                                      | juny                                                      | jul                                                       | ag                                                        | set                                                       | oct                                                       | nov                                                       | des                                                       | anual                                                     |
| --------------------------------------------------------- | --------------------------------------------------------- | --------------------------------------------------------- | --------------------------------------------------------- | --------------------------------------------------------- | --------------------------------------------------------- | --------------------------------------------------------- | --------------------------------------------------------- | --------------------------------------------------------- | --------------------------------------------------------- | --------------------------------------------------------- | --------------------------------------------------------- | --------------------------------------------------------- | --------------------------------------------------------- |
| Màxima mitjana °C (°F)                                    | 7.4 (45.3)                                                | 7.8 (46)                                                  | 10.6 (51.1)                                               | 13.6 (56.5)                                               | 17.2 (63)                                                 | 20.1 (68.2)                                               | 22.7 (72.9)                                               | 22.5 (72.5)                                               | 19.3 (66.7)                                               | 14.9 (58.8)                                               | 10.6 (51.1)                                               | 7.8 (46)                                                  | 14.54 (58.18)                                             |
| Mínima mitjana °C (°F)                                    | 1.3 (34.3)                                                | 1.0 (33.8)                                                | 2.6 (36.7)                                                | 3.7 (38.7)                                                | 6.7 (44.1)                                                | 9.4 (48.9)                                                | 11.3 (52.3)                                               | 11.4 (52.5)                                               | 9.4 (48.9)                                                | 7.1 (44.8)                                                | 3.7 (38.7)                                                | 1.7 (35.1)                                                | 5.78 (42.4)                                               |
| Precipitació mitjana mm (polzades)                        | 77 (3.03)                                                 | 52 (2.05)                                                 | 57 (2.24)                                                 | 50 (1.97)                                                 | 52 (2.05)                                                 | 47 (1.85)                                                 | 48 (1.89)                                                 | 52 (2.05)                                                 | 56 (2.2)                                                  | 88 (3.46)                                                 | 89 (3.5)                                                  | 80 (3.15)                                                 | 748 (29.44)                                               |
| Mitjana de dies de pluja                                  | 12                                                        | 9                                                         | 10                                                        | 9                                                         | 9                                                         | 8                                                         | 9                                                         | 8                                                         | 9                                                         | 11                                                        | 12                                                        | 12                                                        | 118                                                       |
| Mitjana mensual d'hores de sol                            | 58                                                        | 81                                                        | 108                                                       | 165                                                       | 195                                                       | 190                                                       | 199                                                       | 191                                                       | 142                                                       | 110                                                       | 71                                                        | 53                                                        | 1.563                                                     |
|                                                           |                                                           |                                                           |                                                           |                                                           |                                                           |                                                           |                                                           |                                                           |                                                           |                                                           |                                                           |                                                           |                                                           |

## Agermanaments
Winchester té relacions d'agermanament amb:
- Laon (França)
- Gießen, Alemanya

## Llocs d'interès

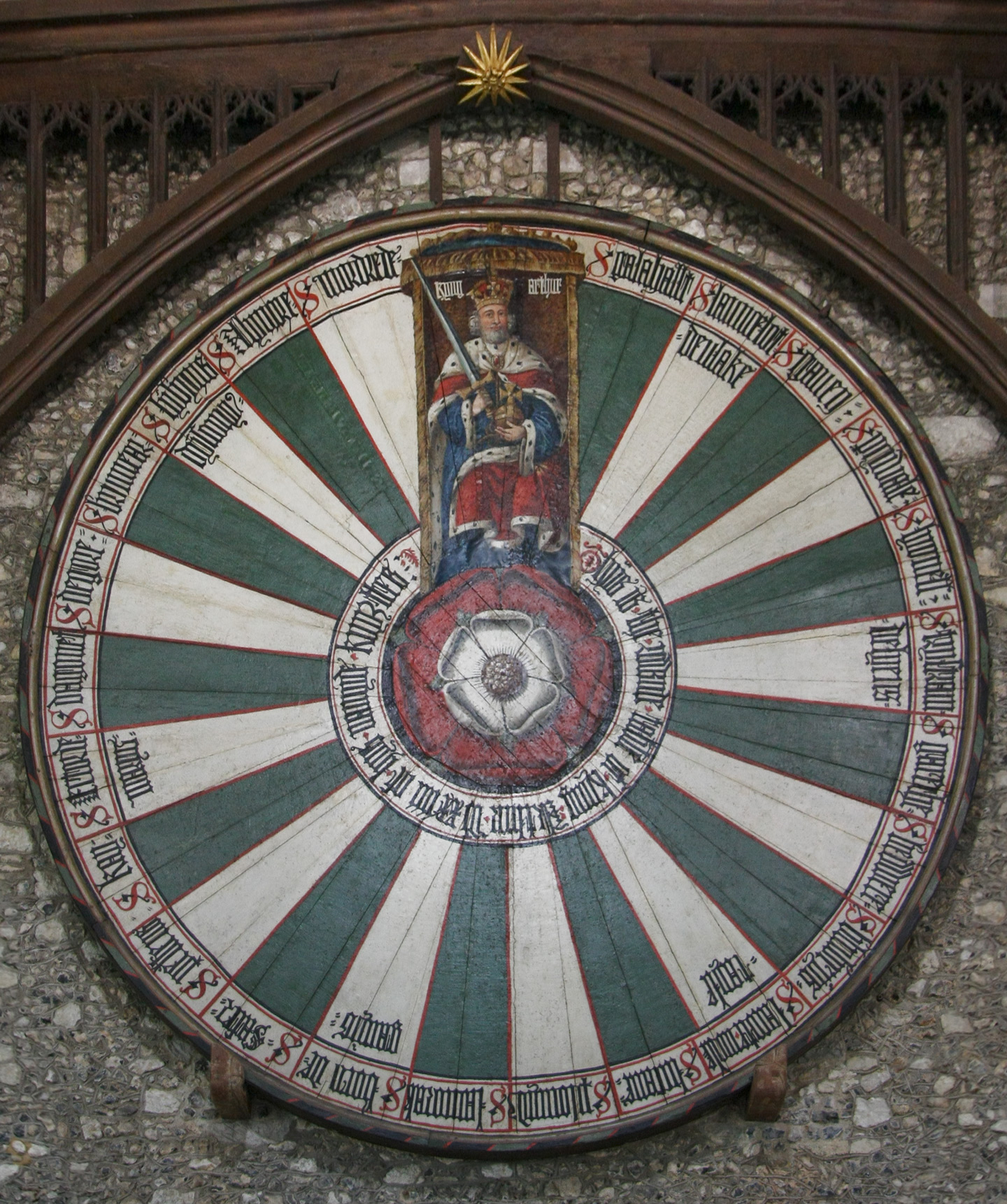
Decoració artúrica en el Gran Saló del castell de Winchester.

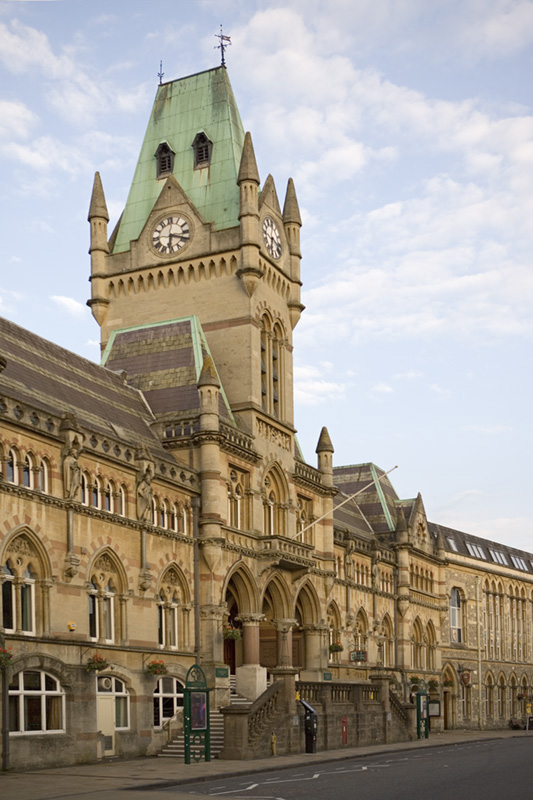
Guildhall

- La Buttercross un aixopluc al centre de la ciutat que data del segle xv, guarnit amb dotze escultures amb imatges de sants i la Mare de Déu.
- La catedral, la més llarga d'Europa, d'estil gòtic, que té les tombes de nombroses personalitats.
- La Deanery o antiga casa del prior, on va néixer el príncep Artur, fill del rei Enric VII.
- El castell de Wolvesey, un palau bisbal construït el 1110.
- El castell de Winchester, el Gran Saló del qual és famós per la seva decoració amb elements de la llegenda de Camelot.
- L'hospital de la Santa Creu, una antiga casa de caritat annexa a una enorme església normanda.
- El museu de la ciutat
- El Guildhall o antiga casa gremial, del 1871.
- El molí de la ciutat, construït el 1086, refet el 1744 i que encara funciona en sessions d'exhibició, amb l'impuls de les aigües del riu Itchen, molent cereals.
- La col·lecció de bol·lards decorats per artistes.
- El Winchester College, escola pública construïda l'any 1382.

## Persones destacades
- Lluís de Gruuthuse (v.1422-1492), comte de Winchester des del 1471.